# Hugon di Montboissier

Stemma della Famiglia de Montboissier

Hugon (o Hugues Maurice) di Montboissier (940 – 1016) è stato un nobile francese vissuto fra il X e l'XI secolo.

## Storia
Ricco e nobile signore dell'Alvernia, soprannominato "lo scucito" per la sua spiccata attitudine allo sperpero dei beni, pentito di questo suo comportamento, si recò a Roma per chiedere indulgenza. Nell'ambito di tali contatti facilmente ne ebbe anche con Gerberto di Aurillac futuro Papa Silvestro II anche lui proveniente dall'Alvernia. I prelati, a titolo di penitenza, gli concessero di scegliere fra un esilio di 7 anni e l'impresa di costruire un'abbazia. 
Deciso di espiare la penitenza con questa seconda possibilità, sulla strada del ritorno in Francia si fermò all'imbocco della Val di Susa dove erano già presenti alcuni cenobiti nelle grotte del monte Pirchiriano è qui decise di avviare la costruzione dell'abbazia con la quale assolvere la sua penitenza, ebbe così inizio la storia millenaria della Sacra di San Michele.
Siamo negli anni 983-987 quando inizia l'edificazione del monastero, e nello stesso periodo il monaco alverniate Adverto, anche lui di ritorno da Roma, si ferma su Pirchiriano ed accetta la proposta di Hugon di Montboissier di diventare primo abate del nuovo monastero, che gli verrà affidato nell'anno 999 insieme a cinque monaci benedettini.
Tramite l'iniziativa di Hugon di Montboissier e il sistematico reclutamento di abati e monaci in Alvernia, sul Pirchiriano si sviluppa un punto di sosta per pellegrini di alto livello sociale, quasi un centro culturale internazionale.

## Iniziative culturali
Nel 1997/1998 si tenne una Mostra Internazionale dal titolo: “En Hommage à Hugon de Montboissier” con la prima esposizione ad Aurec-sur-Loire e la seconda a Sant'Ambrogio di Torino ed a seguire presso Palazzo Cisterna sede della Provincia di Torino, Lanslebourg-Mont-Cenis, Oulx, Susa, Bardonecchia, e presso la sede del Parlamento europeo a Strasburgo.

## Riferimenti
Nel comune di Sant'Ambrogio di Torino, dove sul territorio sorge la millenaria abbazia della Sacra di San Michele, negli anni novanta del XX secolo gli è stata intitolata una strada denominata: via Hugon di Montboissier.